# 庞涣
庞涣（3世纪—？），字世文，父庞山民，其母是三国蜀汉丞相诸葛亮的二姐。他的舅父诸葛亮曾作《诫外甥书》给他。

## 生平
西晋太康年间，庞涣为牂牁太守。后来由於年老辭官归乡里，居荆州南白沙。乡里人敬重他，互相说：“我家池中龙种来归。”乡里仰慕庞涣德行，少壮者皆代老者背负东西。